# Ministero di Gesù

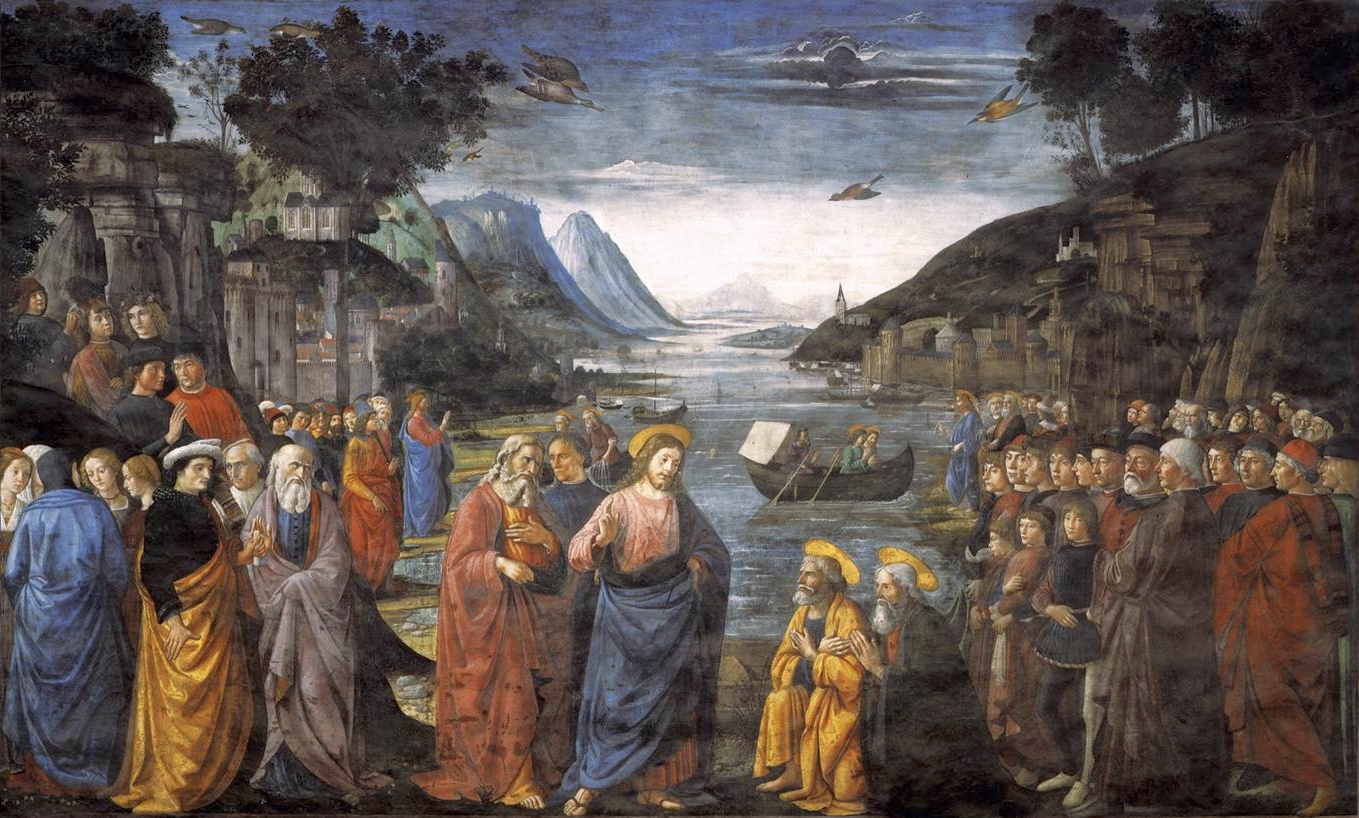
Vocazione dei primi apostoli, dipinto del Ghirlandaio, nella Cappella Sistina (1481)

Il ministero di Gesù, nei vangeli canonici, inizia con il suo battesimo sulle rive del Giordano, tra la Giudea romana e Transgiordania, e si conclude a Gerusalemme con il suo arresto, dopo l'Ultima Cena con i suoi discepoli.
Tale periodo viene anche chiamato ministero pubblico di Gesù, quando si intende il periodo successivo al suo battesimo nel Giordano ad opera di Giovanni Battista e al suo ritiro nel deserto dove dovette fronteggiare il demonio che lo tentò per tre volte. Si riferisce quindi alla attività svolta negli ultimi tre anni della sua vita, dall'inizio della predicazione alla morte in croce. Il Vangelo secondo Luca (cfr. Luca 3.23) afferma che Gesù "aveva circa trent'anni" quando incominciò il suo ministero. La cronologia di Gesù tipicamente porta la data dell'inizio del suo ministero stimata intorno al 27-29 d.C. e la fine nell'intervallo del 30-36 d.C.
Il Primo ministero in Galilea di Gesù inizia quando, dopo il suo Battesimo, ritorna in quella regione dal deserto in Giudea. In questo primo periodo, egli predica in giro per la Galilea e recluta i primi discepoli, che iniziano a viaggiare con lui e vengono poi a costituire il nucleo della prima Chiesa poiché si reputa che gli apostoli partirono da Gerusalemme per fondare le Sedi apostoliche. Il Principale ministero in Galilea che comincia da Matteo 8, include la vocazione dei dodici apostoli e si sviluppa lungo quasi tutto il corso del ministero di Gesù in Galilea. Il Ministero finale di Gesù in Galilea inizia dopo la morte di Giovanni Battista, mentre Gesù si prepara ad andare a Gerusalemme.
Nel Successivo ministero in Giudea Gesù inizia il suo ultimo viaggio a Gerusalemme attraversando la Giudea. Mentre Gesù si dirige verso Gerusalemme, nel Successivo ministero in Perea, circa ad un terzo di percorso dal Mare di Galilea (in realtà un lago di acqua dolce) lungo il fiume Giordano, egli ritorna nella zona dove fu battezzato.
Il Ministero finale a Gerusalemme, che viene a volte chiamato la Settimana di Passione, inizia con l'entrata trionfale di Gesù a Gerusalemme. I Vangeli forniscono più particolari circa il ministero finale che non degli altri periodi, dedicando approssimativamente un terzo dei loro testi all'ultima settimana della vita di Gesù a Gerusalemme.

## Sintesi

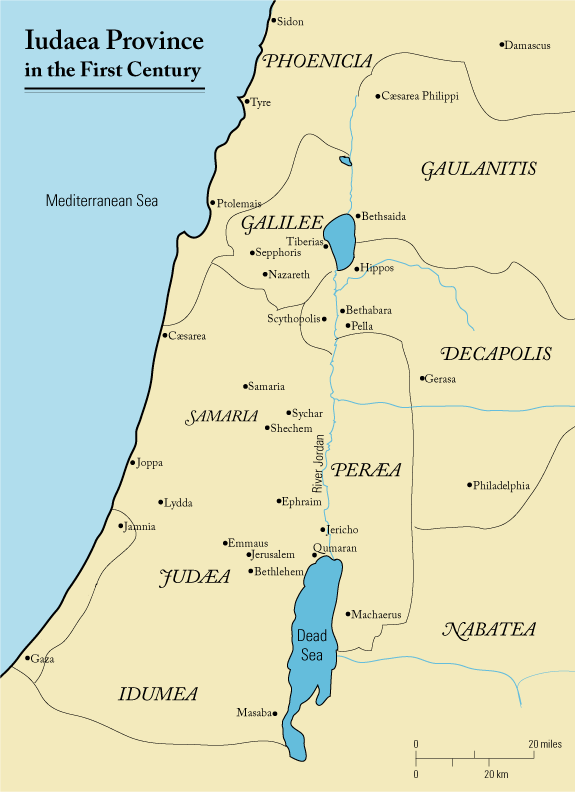
Giudea e Galilea al tempo di Gesù

La narrazione dei Vangeli situa l'inizio del ministero di Gesù nella campagna della Giudea romana, vicino al fiume Giordano.
I Vangeli presentano il ministero di Giovanni Battista quale precursore di quello di Gesù, e il Battesimo di Gesù quale segno dell'inizio del suo proprio ministero, dopodiché Gesù viaggia, predica e fa miracoli.
Il Battesimo di Gesù viene generalmente considerato l'inizio del suo ministero e l'Ultima Cena coi suoi discepoli, la fine. Alcuni autori però ritengono anche il periodo tra la Risurrezione e l'Ascensione come parte del ministero di Gesù.
Luca 3.23 narra che Gesù avesse "circa 30 anni" di età all'inizio del suo ministero. Ci sono state svariate tesi sulla stima delle date per l'inizio di tale ministero. Un'opinione, basata sulla combinazione di informazioni tra il Vangelo secondo Luca e dati storici sull'Imperatore Tiberio, indica una data intorno al 28-29 d.C., mentre un'altra opinione indipendente basata su asserzioni del Vangelo secondo Giovanni unite a informazioni storiche prese da Flavio Giuseppe sul Tempio di Gerusalemme porta ad una data verso il 27-29 d.C.
Nel Nuovo Testamento, la data dell'Ultima Cena è molto vicina a quella della Crocifissione di Gesù (da cui il nome). Stime accademiche della data di crocifissione usualmente vengono date nell'arco degli anni 30-36 d.C..
I tre Vangeli Sinottici fanno riferimento a soltanto una Pesach durante il suo ministero, mentre il Vangelo secondo Giovanni cita tre Pesach, suggerendo quindi un periodo di circa tre anni. Comunque i Vangeli Sinottici non presentano esplicitamente un ministero che sia durato solo un anno, e gli studiosi neotestamentari come Andreas J. Köstenberger affermano che il Vangelo di Giovanni fornisca solo un resoconto più particolareggiato.
Durante il ministero di Gesù, il tetrarca che governava Galilea e Perea in questo periodo era Erode Antipa, che aveva ottenuto tale posizione quando i territori erano stati suddivisi dopo la morte di Erode il Grande, nel 4 a.C.

## Battesimo e primo ministero

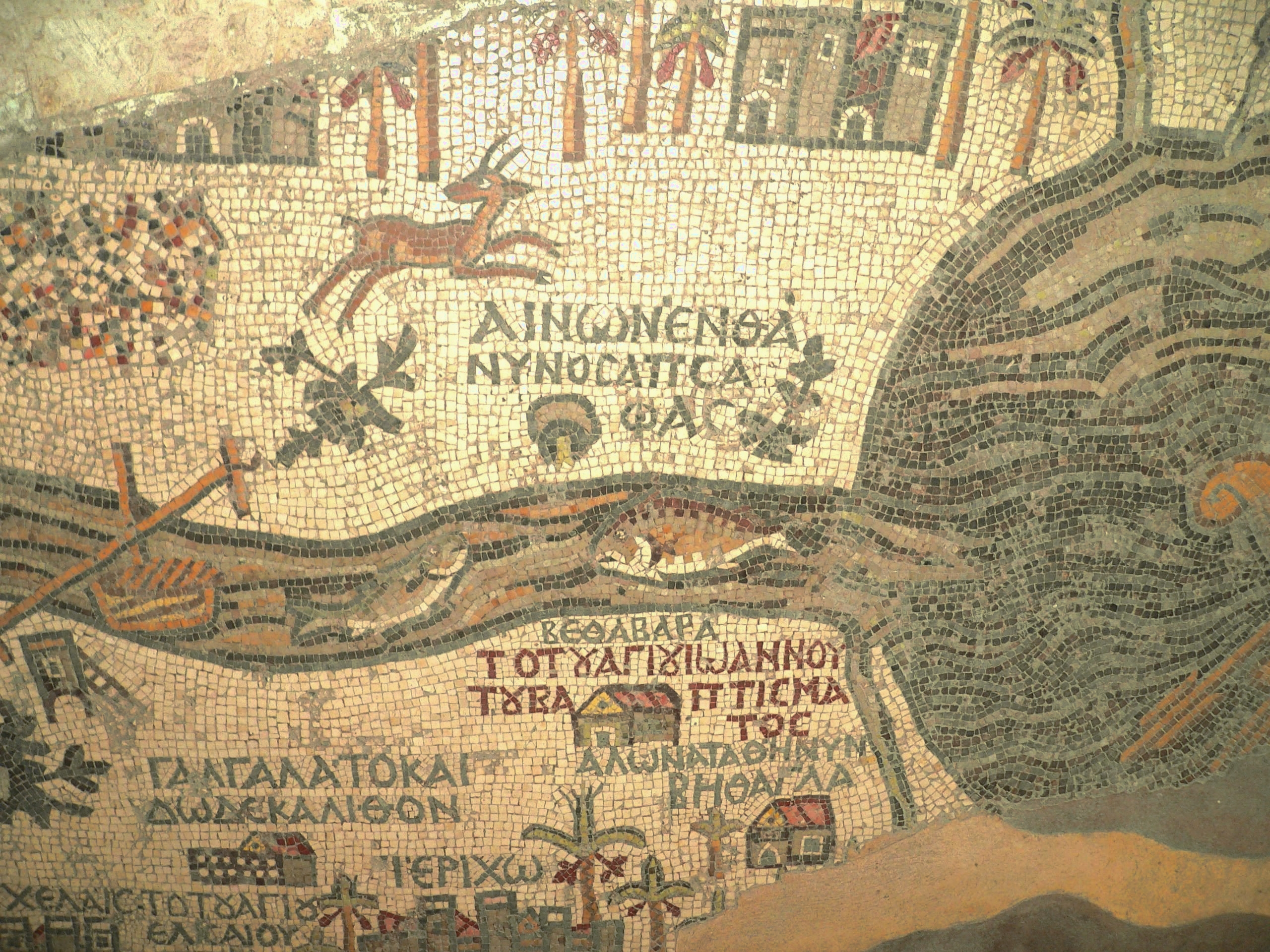
Parte della Mappa Mosaico di Madaba che mostra Bethabara (Βέθαβαρά), indicato come il luogo dove Giovanni Battista operava.

I Vangeli presentano il ministero di Giovanni Battista come precursore di quello di Gesù, e il Battesimo di Gesù quale indicazione dell'inizio del suo ministero.
Nel suo sermone in Atti 10.37-38, tenuto nella casa di Cornelio il centurione, l'Apostolo Pietro fornisce una sintesi del ministero di Cristo, e fa riferimento a ciò che era accaduto "in tutta la Giudea, incominciando dalla Galilea, dopo il battesimo predicato da Giovanni", e "come Dio consacrò in Spirito Santo e potenza Gesù di Nazaret, il quale passò beneficando e risanando".
Giovanni 1.28 specifica il luogo dove Giovanni battezzava come "Betània, al di là del Giordano". Questo luogo non è il villaggio di Betania appena ad est di Gerusalemme, ma la città di Betania, chiamata anche "Bethabara" nella Perea. Perea è una provincia ad est del Giordano, oltre la parte meridionale della Samaria, e sebbene il Nuovo Testamento non citi la Perea per nome, Giovanni 3.23 implicitamente ci si riferisce di nuovo quando afferma che Giovanni stava battezzando ad "Ennòn, vicino a Salìm, perché c'era là molta acqua". Anche lo storico del I secolo Flavio Giuseppe scrisse su Antichità giudaiche (18.5.2) che Giovanni il Battista fu incarcerato e poi ucciso a Macheronte, sul confine con la Perea.
Luca 3.23 e Luca 4.1 indicano possibili attività di Gesù vicino al fiume Giordano verso il periodo del suo battesimo, indicazione fornita anche dal primo incontro coi discepoli di Giovanni Battista, in Giovanni 1.35-37 dove "due discepoli, sentendolo parlare così, seguirono Gesù". Presupponendo che ci siano stati due incidenti della Purificazione del Tempio, che naturalmente si colloca a Gerusalemme, un possibile riferimento ad un primo ministero in Giudea potrebbe essere Giovanni 2.13-25.

## Ministero in Galilea

### Primo ministero in Galilea

Città della Giudea romana e Galilea (in rosso) e Decapoli (in nero). La Perea si trova nell'area a sud di Pella sulla parte sinistra del fiume Giordano.

Il Primo ministero in Galilea inizia quando Gesù ritorna in Galilea dal deserto giudeo, dopo aver ricusato le tentazioni di Satana. In questo primo periodo Gesù predica in giro per la Galilea e in Matteo 4.18-20 incontra i primi discepoli, che iniziano a viaggiare con lui e infine costituiscono il nucleo della prima Chiesa.
Il Vangelo secondo Giovanni include le Nozze di Cana quale primo miracolo di Gesù, che accade durante tale primo periodo del suo ministero, col ritorno in Galilea. Vengono suggeriti diversi villaggi in Galilea (per es. Kafr Kanna, nel Distretto Settentrionale di Israele) come il luogo di Cana.
Il ritorno di Gesù in Galilea segue all'arresto di Giovanni Battista. I primi insegnamenti di Gesù producono il suo allontanamento dalla città natale (che Luca precisa essere Nazaret), quando in Luca 4.16-30 Gesù nella sinagoga dice: "Nessun profeta è bene accetto in patria" e la gente lo caccia cercando anche di gettarlo giù da un precipizio.
In questo primo periodo, la reputazione di Gesù inizia a spargersi per tutta la Galilea. In Marco 1.21-28 e Luca 4.31-37 Gesù va a Cafarnao dove la gente rimane colpita "dal suo insegnamento, perché parlava con autorità", nell'episodio dell'Esorcismo nella sinagoga di Cafarnao, che viene seguito dalla Guarigione della suocera di Pietro.
Luca 5.1-11 include l'episodio della prima Pesca miracolosa dove Gesù dice a Pietro "d'ora in poi sarai pescatore di uomini": Pietro lascia la sua rete e da allora in poi – insieme a Giacomo e Giovanni, figli di Zebedeo – segue Gesù come discepolo.
Questo periodo comprende il Discorso della montagna, uno dei discorsi maggiori di Gesù nel Vangelo secondo Matteo, e il Discorso della pianura nel Vangelo secondo Luca. Il Discorso della montagna, che include i capitoli 5, 6 e 7 del Vangelo secondo Matteo, è il primo dei cinque discorsi di Matteo ed è il più lungo brano di insegnamento di Gesù riportato nel Nuovo Testamento. Racchiude molti degli insegnamenti morali di Gesù e comprende le Beatitudini, insieme al Padre nostro ora largamente diffuso.
Le Beatitudini sono espresse come otto benedizioni nel Discorso della montagna in Matteo e quattro benedizioni simili appaiono nel Discorso della pianura in Luca, dove vengono poi seguiti da quattro maledizioni che rispecchiano le benedizioni. Le Beatitudini presentano gli ideali più alti tra gli insegnamenti di Gesù, sulla misericordia, la spiritualità e la compassione.

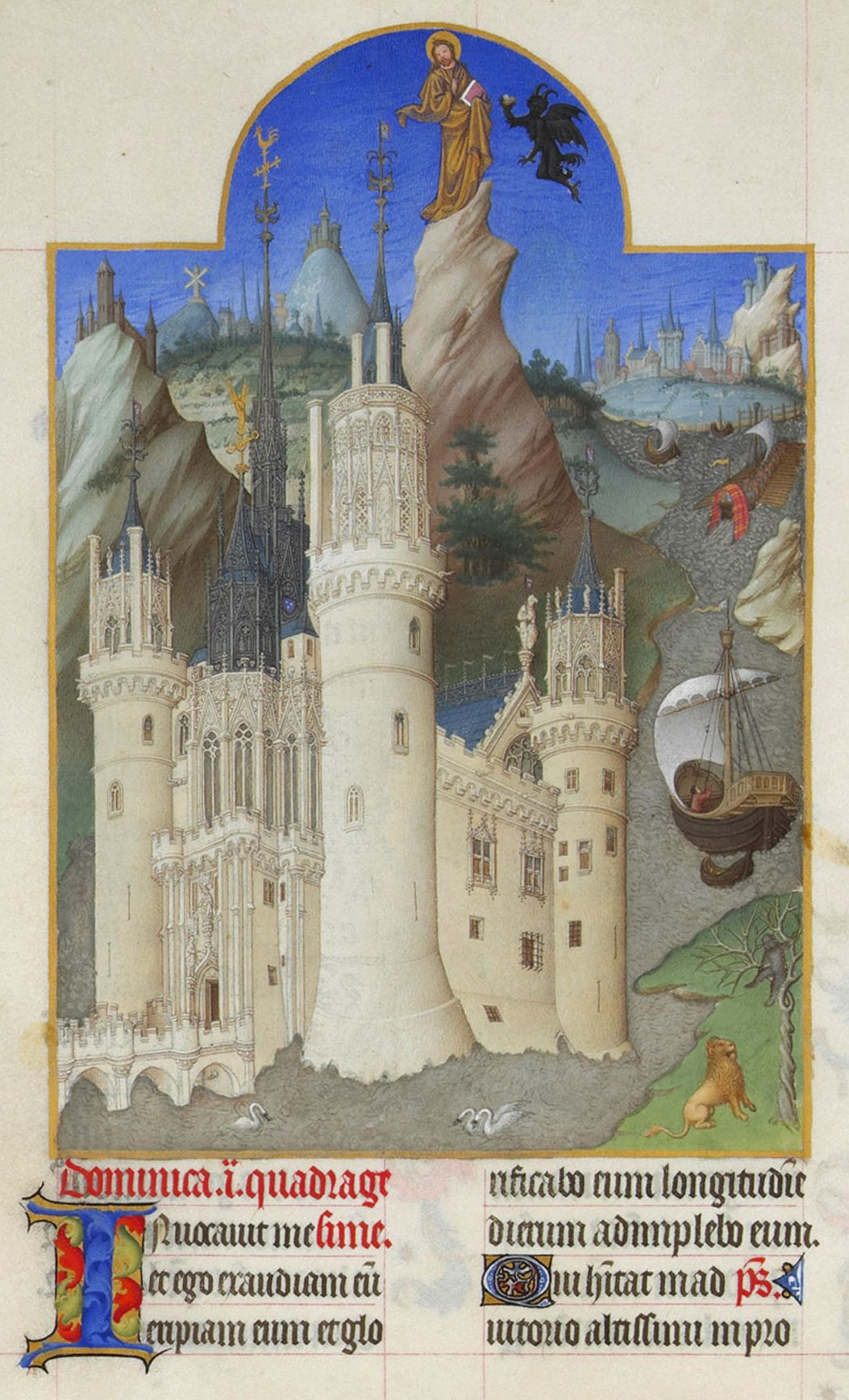
Miniatura che illustra la seconda tentazione di Gesù
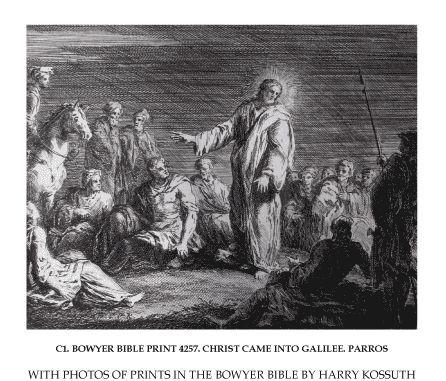
Ritorno di Gesù in Galilea. Illustrazione della Bibbia Bowyer, XIX secolo
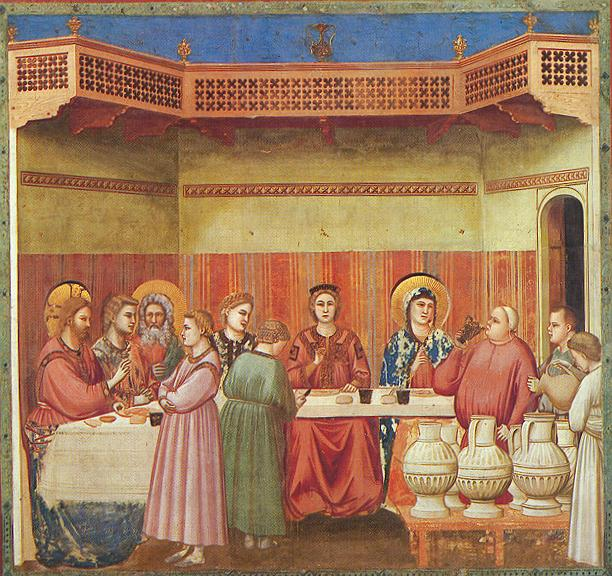
Nozze di Cana, di Giotto (1267-1337), Cappella degli Scrovegni a Padova
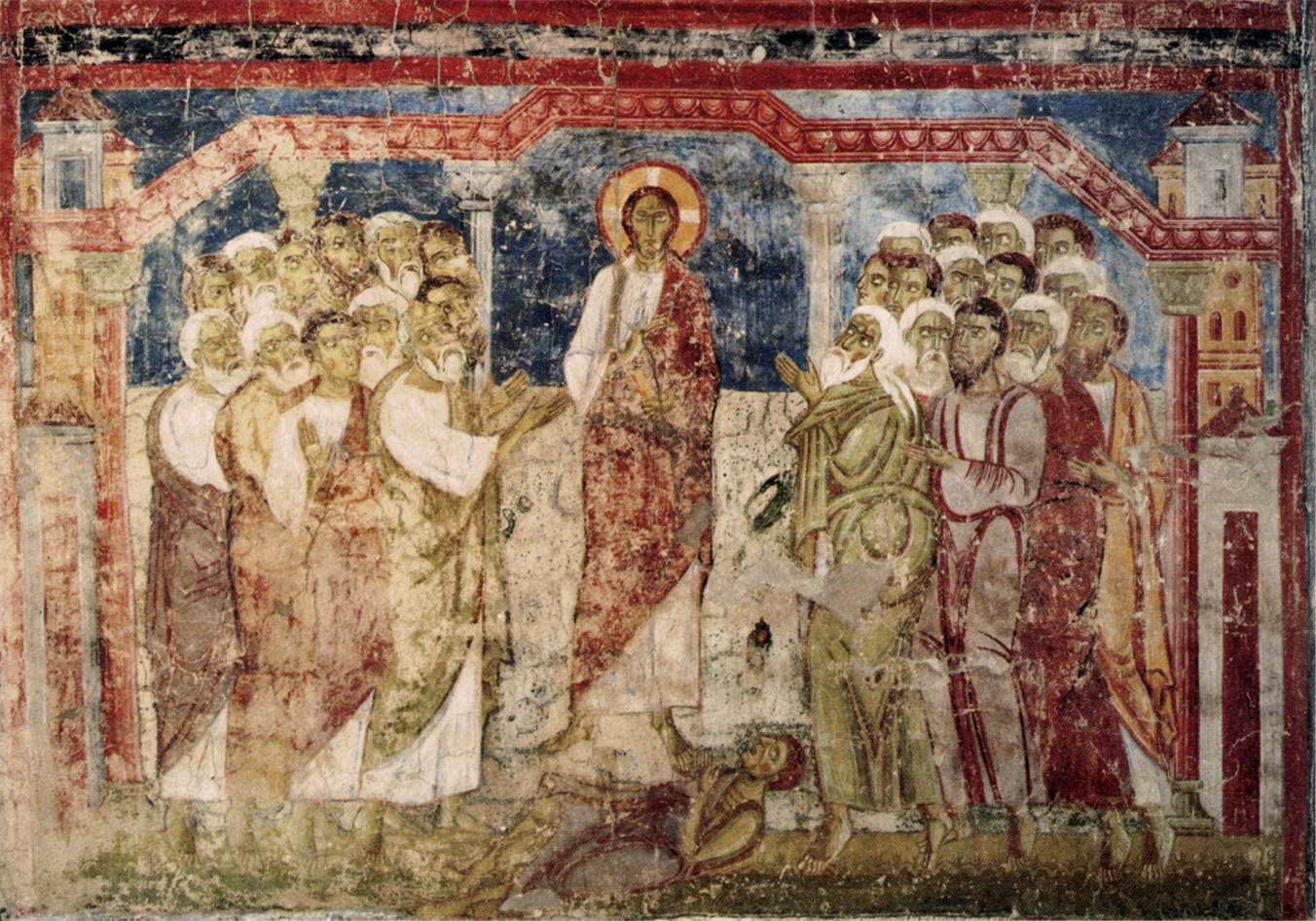
Esorcismo nella sinagoga di Cafarnao, in un affresco dell'XI secolo
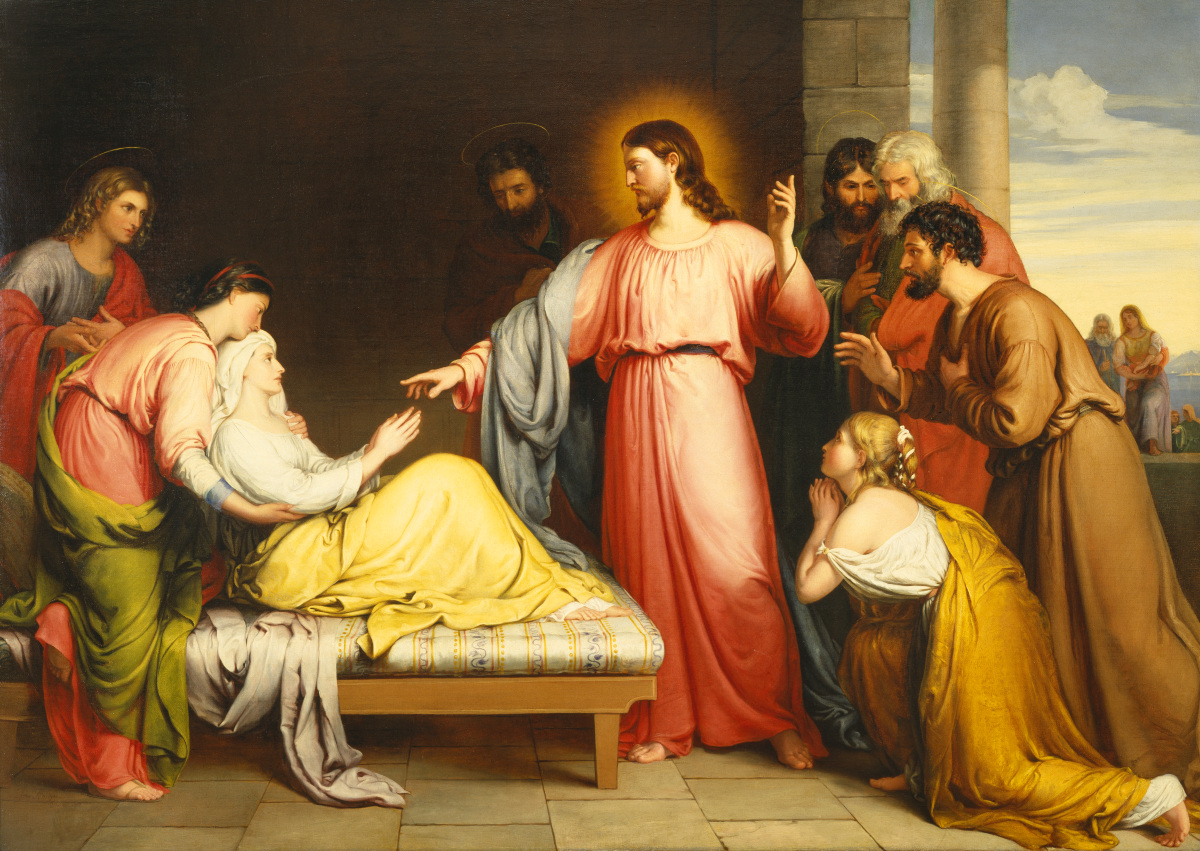
Guarigione della suocera di Pietro, di John Bridges, XIX secolo
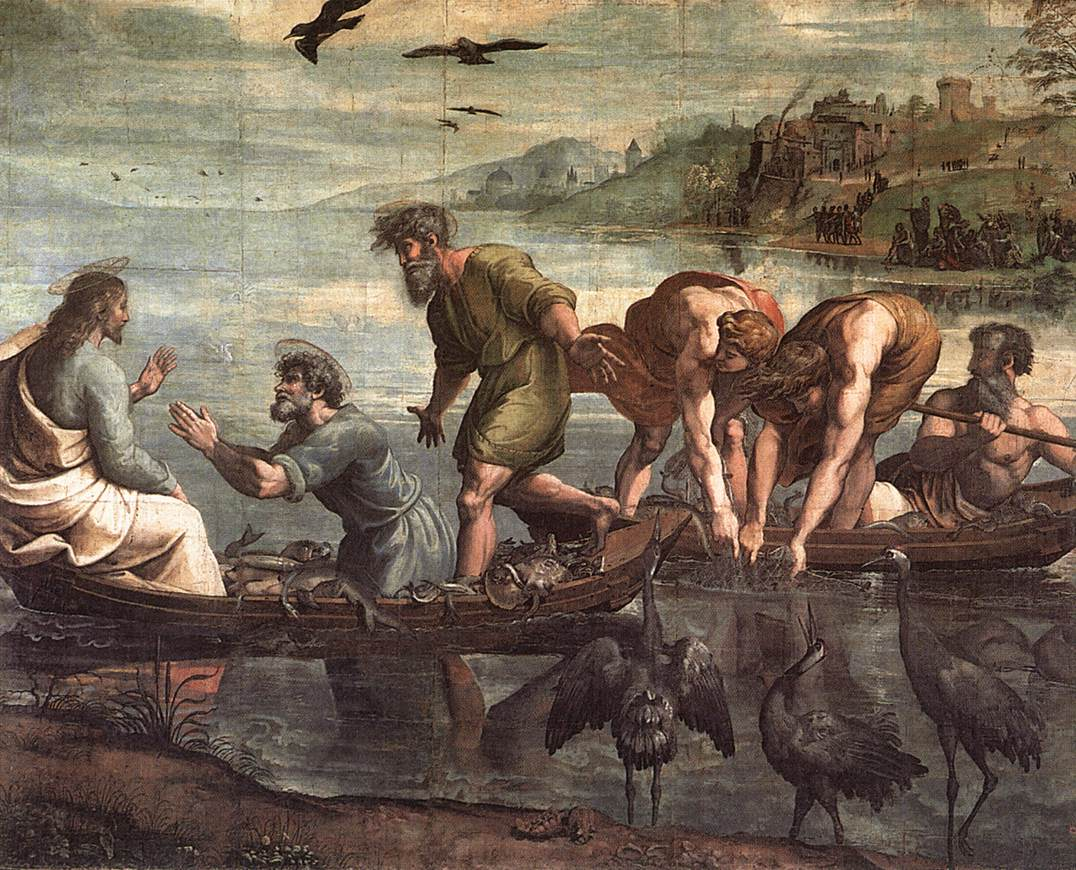
I primi discepoli e la Pesca miracolosa, di Raffaello, 1515
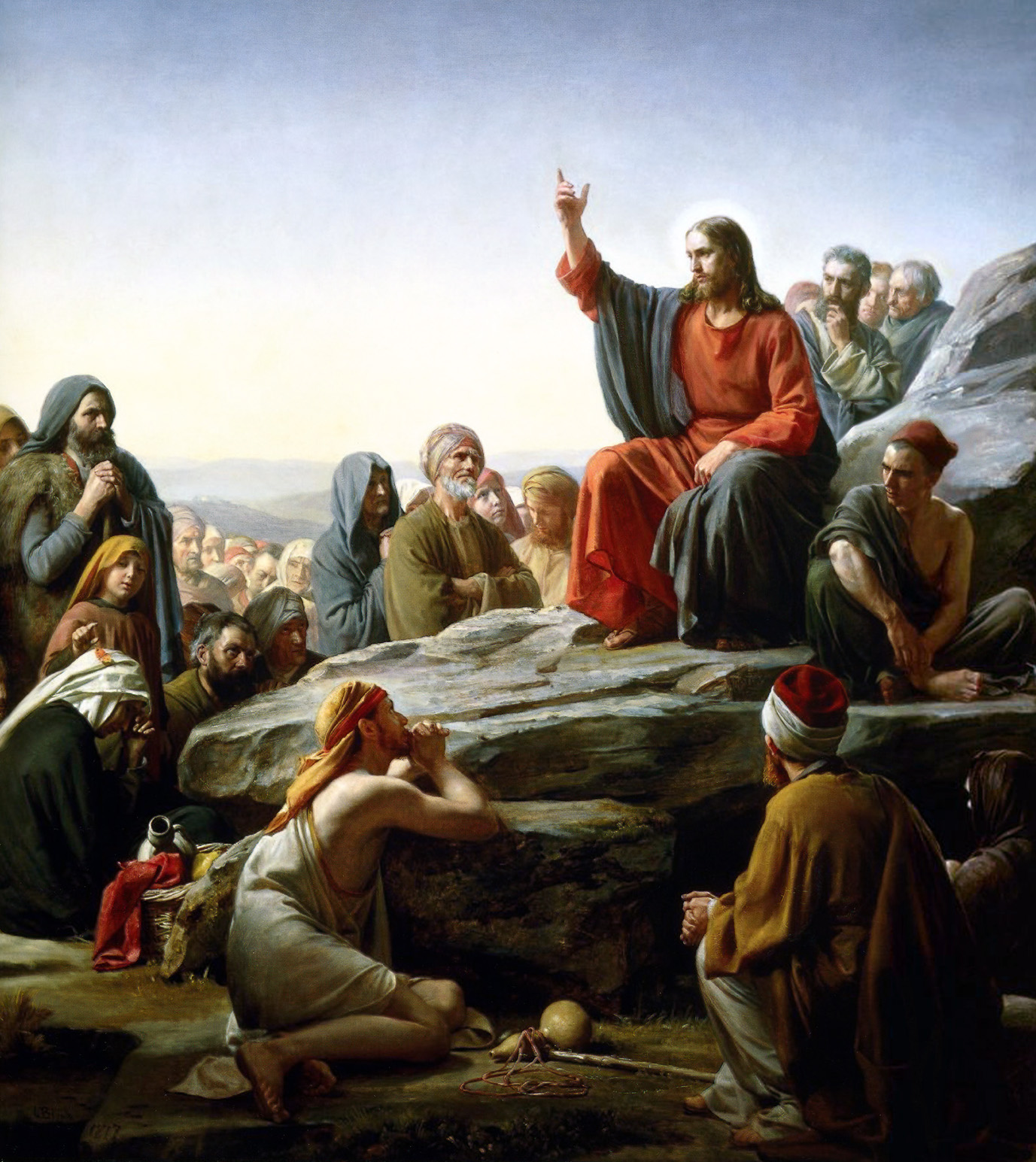
Il Discorso della montagna di Carl Heinrich Bloch, XIX secolo
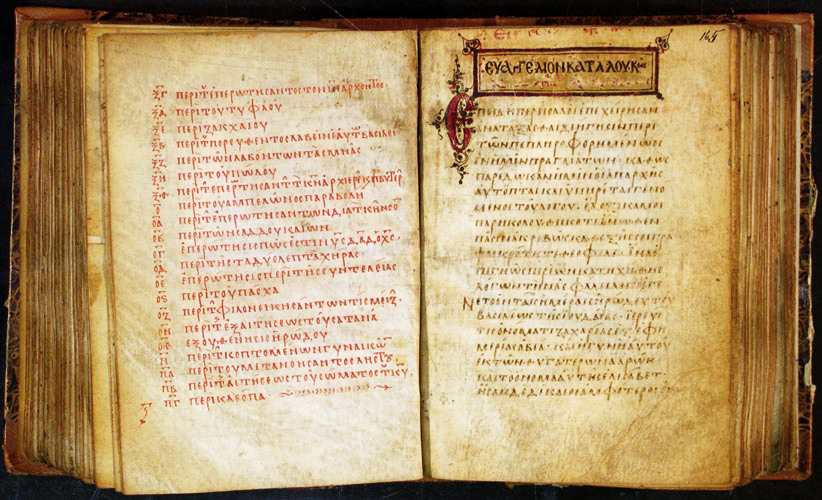
Inizio del Vangelo secondo Luca, Codex Petropolitanus, IX secolo

### Principale ministero in Galilea
Il Principale ministero in Galilea, chiamato anche il grande ministero di Galilea, inizia con Matteo 8, dopo il Discorso della montagna, e si riferisce alle attività fino alla morte di Giovanni Battista.

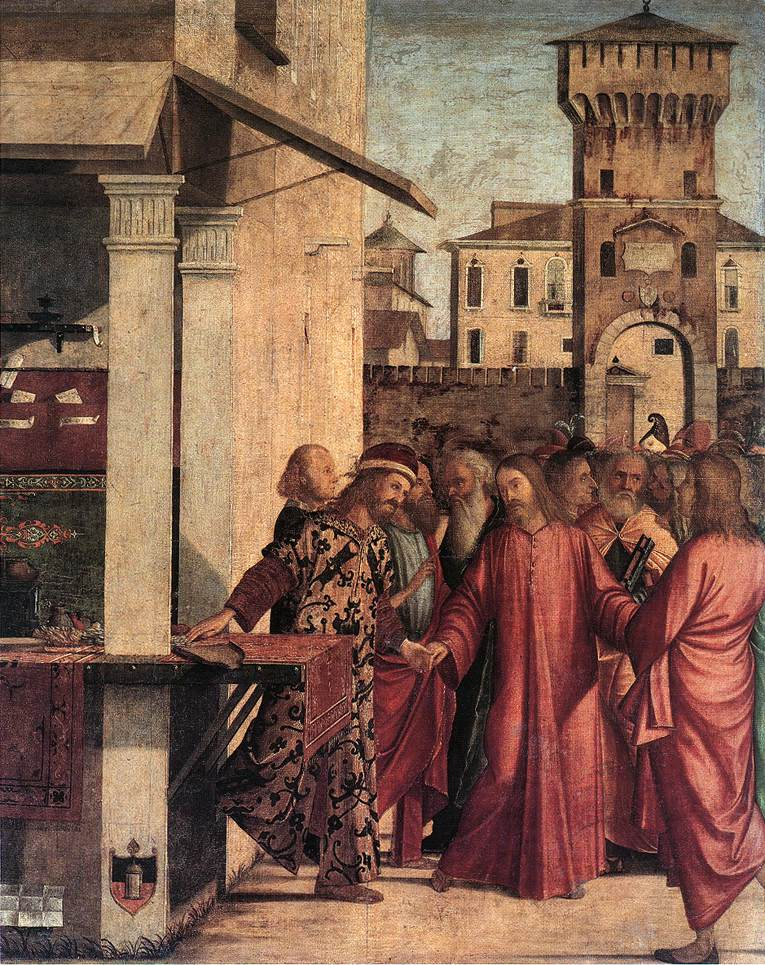
La Vocazione di san Matteo, di Vittore Carpaccio, 1502

Gli inizi di questo periodo includono la Guarigione del servo del centurione (Matteo 8.5-13) e la Tempesta sedata (Matteo 8.23-27), entrambi sul tema della fede e della paura. Quando il centurione dimostra di aver fede in Gesù, richiedendogli una "guarigione a distanza", Gesù lo loda per la sua fede eccezionale. Invece, quando i suoi stessi discepoli provano paura della tempesta sul Mare di Galilea, Gesù li esorta ad avere più fede, dopodiché ordina alla tempesta di quietarsi.
Durante questo tempo, Gesù sta ancora raccogliendo i dodici apostoli e la chiamata di Matteo avviene in Matteo 9.9. I conflitti e le critiche tra Gesù e i farisei continuano, per esempio rimproverano Gesù perché si associa a "pubblicani e peccatori", al che Gesù risponde: "Non sono i sani che hanno bisogno del medico, ma i malati ... Non sono venuto a chiamare i giusti, ma i peccatori" (9.12-13).
La Vocazione dei Dodici Apostoli si riferisce alla selezione iniziale dei dodici tra i discepoli di Gesù. Gesù va a pregare su un versante di montagna e, dopo aver passato la notte a pregare Dio, in mattinata chiama i suoi discepoli e ne sceglie dodici.
Nel Discorso della Missione, Gesù istruisce i dodici apostoli – che vengono nominati in Matteo 10.2-3 – e li invia tra gli israeliti in missione, avvisandoli di non portarsi appresso effetti personali superflui mentre si recano a predicare "alle pecore perdute della casa d'Israele". Separatamente, Luca 10.1-24 narra dei Settanta discepoli, dove Gesù nomina un maggior numero di discepoli e li invia a due a due con il mandato missionario di andare nei villaggi prima del suo arrivo.
In Matteo 11.2-6 due messaggeri di Giovanni Battista vanno da Gesù e gli chiedono se fosse lui quello che doveva venire "o se si dovesse aspettare che venisse un altro Messia ancora". Gesù risponde:
Questa replica è rilevante poiché si basa, tramite esplicite citazioni, sui criteri di discernimento messianico indicati agli ebrei da Isaia (si vedano i versetti 29, 18; 35, 4-6; 42, 6-7; 61, 1). Dopodiché, Gesù parla del Battista alle folle.
Questo periodo è ricco di parabole e insegnamenti, ed include il discorso parabolico che fornisce molte delle parabole riguardanti il Regno dei Cieli e che inizia in Matteo 13.1 Vi si comprendono la Parabola del seminatore, la Parabola della zizzania, la Parabola del granello di senape e quella del Lievito indirizzate al grande pubblico; inoltre quella del Tesoro nascosto, della Perla e della Rete.

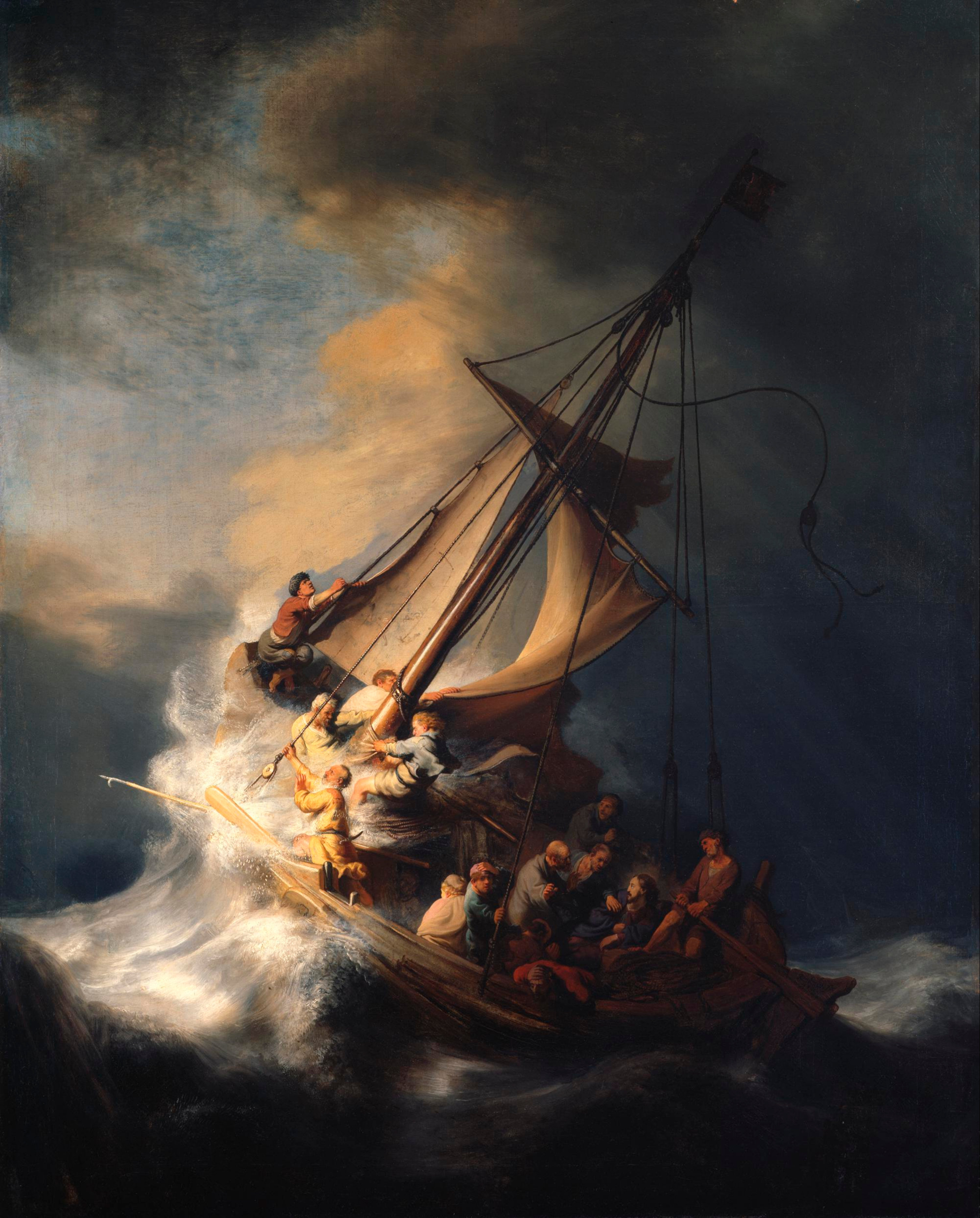
Tempesta sedata
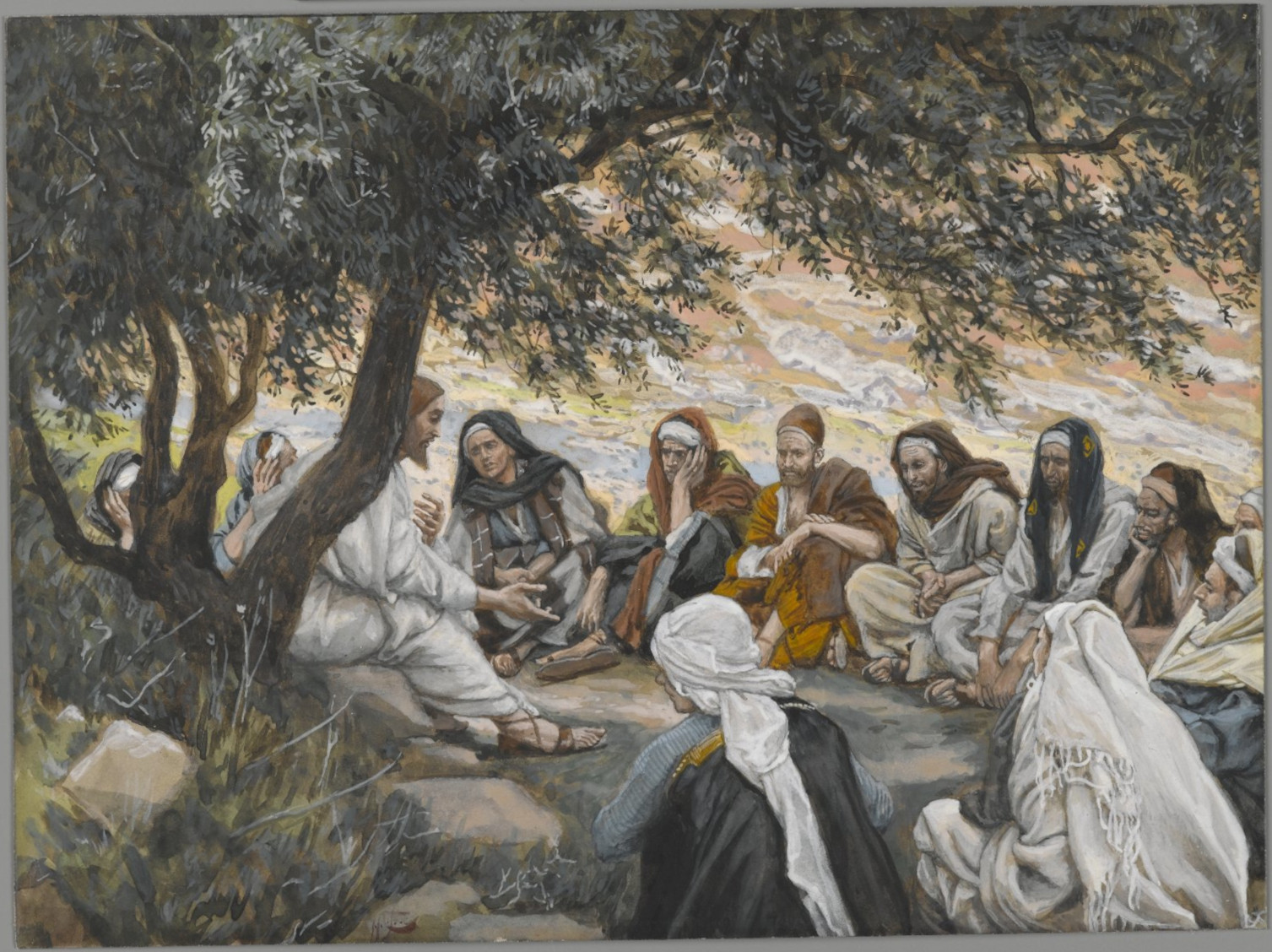
I Dodici Apostoli
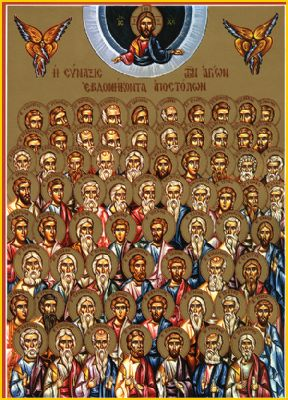
I Settanta discepoli
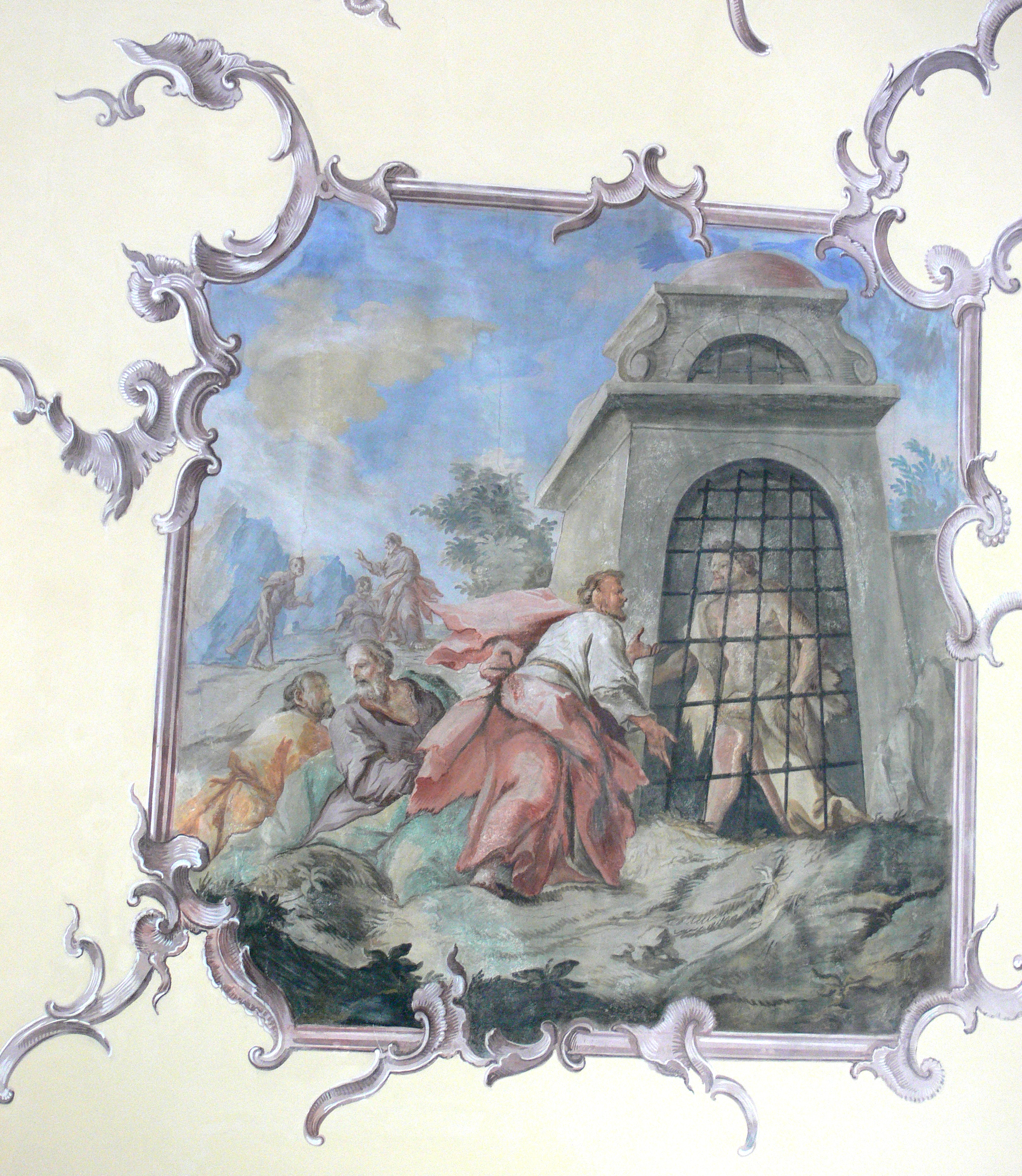
I messaggeri del Battista

### Ministero finale in Galilea
Il Ministero finale in Galilea inizia dopo la morte di Giovanni Battista e include gli episodi della Moltiplicazione dei pani e dei pesci e della Camminata sull'acqua, entrambi in Matteo 14. Dopo aver saputo della morte del Battista, Gesù si ritira privatamente in un posto solitario vicino Betsaida, andandoci in barca, da dove poi parla alla folla che l'aveva seguito a piedi dalle altre città, e li sfama tutti con "cinque pani e due pesci" dati da un bambino.

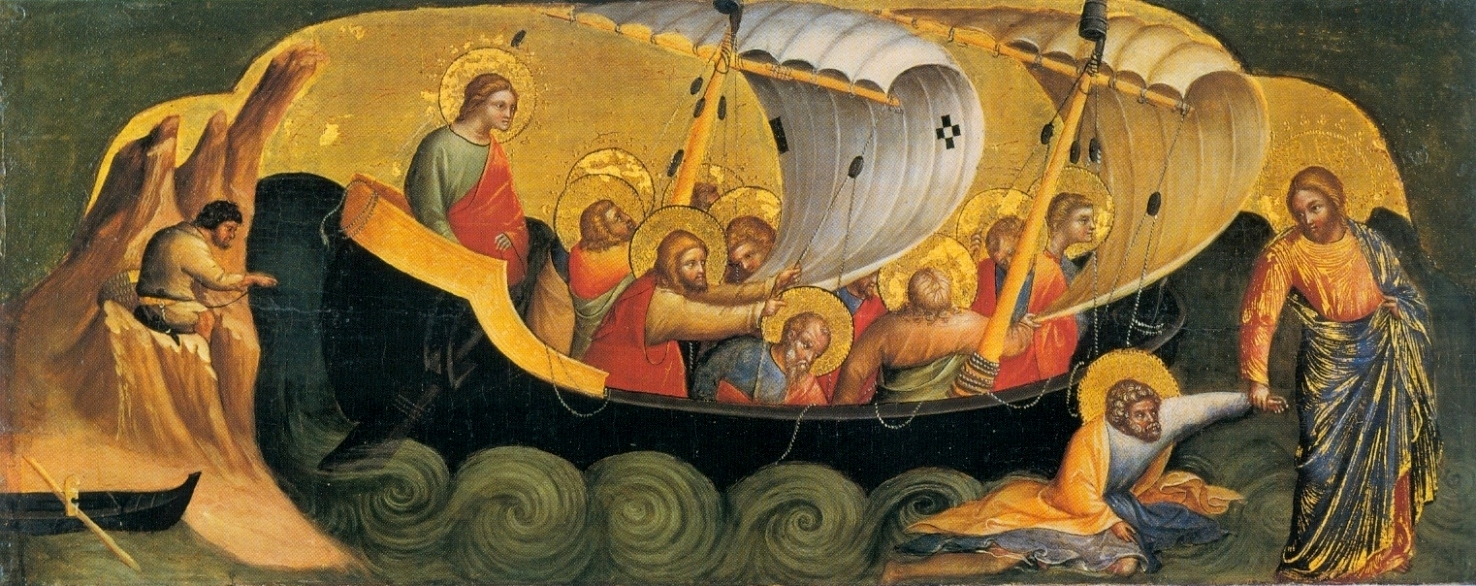
Camminata sull'acqua, di Lorenzo Veneziano, 1370

Successivamente, i Vangeli presentano l'episodio della Camminata sull'acqua in Matteo 14.22-23, Marco 6.45-52 e Giovanni 6.16-21, quale passo importante nello sviluppo della relazione tra Gesù ed i suoi discepoli, in questa fase del suo ministero. L'episodio enfatizza l'importanza della fede, affermando che quando Pietro tentò di camminare sull'acqua, iniziò ad affondare quando perse fede ed ebbe paura; alla fine dell'episodio, i discepoli aumentano la loro fede in Gesù ed esclamano: "Tu sei veramente il Figlio di Dio!" (Matteo 14.33).
Gli insegnamenti principali di questo periodo includono il Discorso sulla contaminazione in Matteo 15.1–20 e Marco 7.1–2 dove, in risposta ad una rimostranza dei farisei, Gesù afferma: "Non quello che entra nella bocca rende impuro l'uomo, ma quello che esce dalla bocca rende impuro l'uomo!".
Dopo questo fatto, Gesù si ritira "verso le parti di Tiro e Sidone" sul Mar Mediterraneo dove avviene l'episodio della figlia della donna Cananea in Matteo 15.21–28 e Marco 7.24-30. Questa narrazione è un ulteriore esempio di come Gesù dia grande rilievo al valore della fede, dicendo alla donna: "Donna, davvero grande è la tua fede! Ti sia fatto come desideri". L'importanza della fede viene sottolineata anche nell'episodio della Guarigione dei dieci lebbrosi in Luca 17.11-19.
Nel Vangelo secondo Marco, dopo esser passato per Sidone, Gesù entra nella regione della Decapoli, gruppo di dieci città a sud-est della Galilea, dove il miracolo della Guarigione del sordomuto viene narrato in Marco 7.31-37 e in seguito alla guarigione, i discepoli dichiarano: "Ha fatto bene ogni cosa; fa udire i sordi e fa parlare i muti!" L'avvenimento è ultimo nella serie di miracoli che si completa con la domanda di Gesù ai suoi: "E voi chi dite che io sia?" e la proclamazione di Pietro: "Tu sei il Cristo". Marco 8.29.

## Da Giudea e Perea a Gerusalemme

### Successivo ministero in Giudea
In questo tempo, Gesù intraprende il suo ultimo viaggio a Gerusalemme passando per la Samaria, attraverso la Perea e la Giudea fino a Gerusalemme. All'inizio di questo periodo, Gesù predice la sua morte per la prima volta, e tale predizione si aggiunge ad altre due occasioni, l'ultima predizione data appena prima del suo ingresso finale a Gerusalemme, la settimana della sua crocifissione. In Matteo 16.21–28 e Marco 8.31–33, Gesù avverte i discepoli che "il Figlio dell'uomo doveva molto soffrire, ed essere riprovato dagli anziani, dai sommi sacerdoti e dagli scribi, poi venire ucciso e, dopo tre giorni, risuscitare."

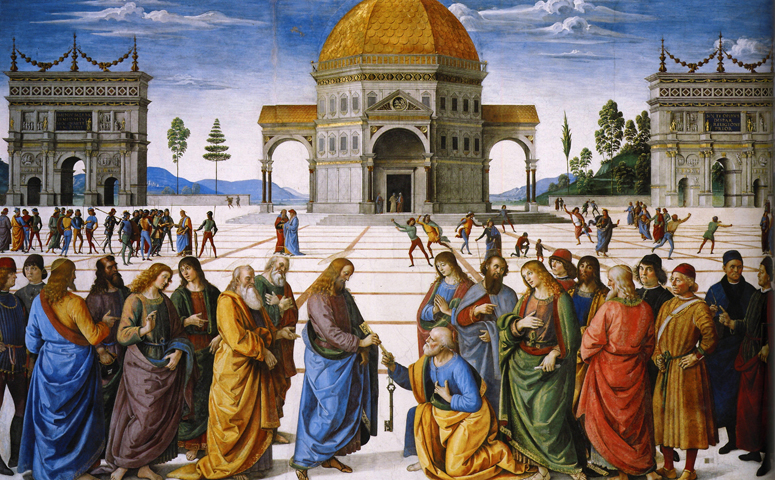
Consegna delle chiavi a Pietro, del Perugino, Cappella Sistina (1482).

Successivamente, circa nel mezzo di ciascuno dei tre Vangeli Sinottici, due episodi collegati segnano un punto decisivo nel ministero di Gesù: la Confessio Petri (Confessione di fede di Pietro) e la Trasfigurazione di Gesù. Questi avvenimenti hanno luogo a Cesarea di Filippo, a nord del Mare di Galilea, all'inizio dell'ultimo viaggio a Gerusalemme, che termina con la Passione, crocifissione e Risurrezione di Gesù. Tali episodi segnano l'inizio della divulgazione graduale ai suoi discepoli della identità di Gesù come il Messia, nonché la sua predizione di sofferenza e morte.
La Confessione di fede di Pietro comincia come dialogo tra Gesù e i discepoli in Matteo 16.13, Marco 8.27 e Luca 9.18. Gesù chiede ai suoi discepoli: "E voi chi dite che io sia?" Simon Pietro gli risponde: "Tu sei il Cristo, il Figlio del Dio vivente". In Matteo 16.17 Gesù benedice Pietro per questa risposta e afferma: "Beato te, Simone figlio di Giona, perché né la carne né il sangue te l'hanno rivelato, ma il Padre mio che sta nei cieli." Nel benedirlo, Gesù non solo accetta i titoli di Cristo e Figlio di Dio che Pietro gli attribuisce, ma dichiara la proclamazione della rivelazione divina asserendo che suo Padre che sta nei cieli lo ha rivelato a Pietro. Con questa affermazione, approvando entrambi i titoli come rivelazione divina, Gesù dichiara in modo inequivocabile di essere sia il Cristo che il Figlio di Dio.
Nel Vangelo secondo Matteo, dopo questo episodio Gesù sceglie Pietro quale capo degli Apostoli e dichiara che "su questa pietra edificherò la mia chiesa" (Matteo 16.18). La parola "chiesa" (ekklesia in greco) qui usata, appare nei Vangeli un'altra volta, in Matteo 18.17 e si riferisce alla comunità di credenti dell'epoca.

### Successivo ministero in Perea

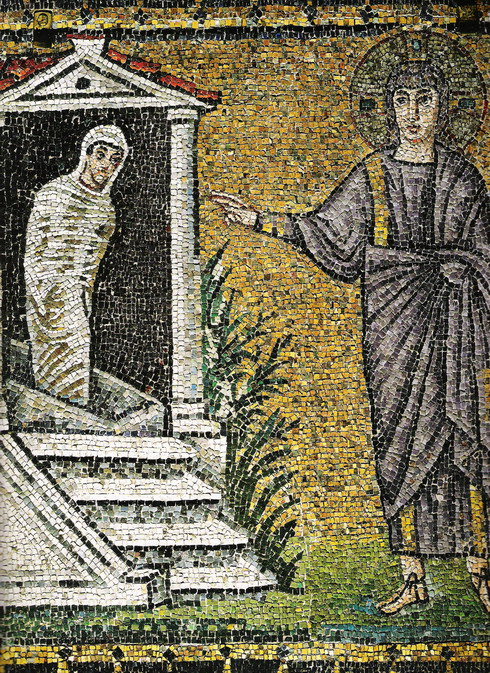
Mosaico del VI secolo che rappresenta la Risurrezione di Lazzaro, Basilica di Sant'Apollinare Nuovo, Ravenna.

Dopo la Confessione di Pietro, la narrazione della Trasfigurazione di Gesù è il successivo evento di maggior importanza e appare in Matteo 17.1-9, Marco 9.2-8, Luca 9.28-36. Gesù prende Pietro e altri due apostoli con sé e sale una montagna, non meglio specificata. Una volta arrivato, Matteo 17.2 racconta che Gesù "fu trasfigurato davanti a loro; il suo volto brillò come il sole e le sue vesti divennero candide come la luce". A quel punto i profeti Elia e Mosè appaiono e Gesù inizia a parlare con loro. Luca è preciso nel descrivere Gesù in uno stato di gloria, con Luca 9.32 che afferma "videro la sua gloria ". Una nuvola luminosa li ammanta e una voce da essa proveniente dichiara: "Questi è il Figlio mio prediletto, nel quale mi sono compiaciuto. Ascoltatelo".
La Trasfigurazione non solo attesta l'identità di Gesù come Figlio di Dio (come anche succede durante il suo Battesimo), ma la dichiarazione "Ascoltatelo" lo identifica quale messaggero e portavoce di Dio. Il significato viene sottolineato dalla presenza di Elia e di Mosè, poiché indica agli apostoli che Gesù è la voce di Dio, e deve essere ascoltato invece di Elia e Mosè, in virtù del suo rapporto filiale con Dio. 2 Pietro 1.16-18, riecheggia lo stesso messaggio: durante la Trasfigurazione Dio assegna a Gesù un "onore e gloria" speciali ed è il punto di svolta in cui Dio esalta Gesù al sopra di tutte le altre potenze della creazione.
Molti degli episodi del Successivo ministero di Giudea appartengono al Vangelo secondo Luca, ma in generale questa sequenza di eventi in Luca non fornisce sufficienti informazioni geografiche per collocare la Perea: gli studiosi neotestamentari però presumono che il percorso che Gesù seguì dalla Galilea a Gerusalemme, passasse per la Perea. Tuttavia, il Vangelo secondo Giovanni asserisce che egli tornò nella zona dove fu battezzato, e Giovanni 10.40-42 dice che "in quel luogo molti credettero in lui", dopo aver affermato "ritornò quindi al di là del Giordano" e aggiungendo "tutto quello che Giovanni ha detto di costui era vero". L'area dove Gesù fu battezzato viene dedotta come vicino alla zona di Perea, date le attività del Battista a Bethabara ed Ennòn in Giovanni 1.28 e 3.23.
Questa parte di ministero comprende il Discorso sulla Chiesa, nel quale Gesù anticipa una futura comunità di seguaci e spiega il ruolo degli apostoli che la guideranno. Include le parabole della Pecora smarrita e del Servo senza pietà in Matteo 18, che fa riferimento anche al Regno dei Cieli. Il tema generale del discorso è l'anticipazione di una comunità futura di seguaci, e il ruolo degli apostoli a dirigerla. Rivolgendosi agli apostoli in 18.18, Gesù dichiara: "tutto quello che legherete sopra la terra sarà legato anche in cielo e tutto quello che scioglierete sopra la terra sarà sciolto anche in cielo". Il discorso mette in rilievo l'importanza dell'umiltà e dell'abnegazione quali principali virtù della comunità futura. Insegna che nel Regno di Dio, è l'umiltà semplice (come quella dei bambini) che conta, e non il rilievo sociale e l'influenza.
Alla fine di tale periodo, il Vangelo di Giovanni include la Resurrezione di Lazzaro in Giovanni 11.1-46, dove Gesù riporta in vita Lazzaro di Betania quattro giorni dopo la sua sepoltura. In questo vangelo, la resurrezione di Lazzaro rappresenta l'apice dei "sette segni" che gradualmente confermano l'identità di Gesù quale Figlio di Dio e atteso Messia. È inoltre l'episodio "cruciale" che dà inizio a quella catena di eventi che porterà all'Entrata trionfale a Gerusalemme con la folla acclamante, alla decisione di Caifa e del Sinedrio di uccidere Gesù, all'arresto e alla Crocifissione di Gesù.

## Ministero finale a Gerusalemme

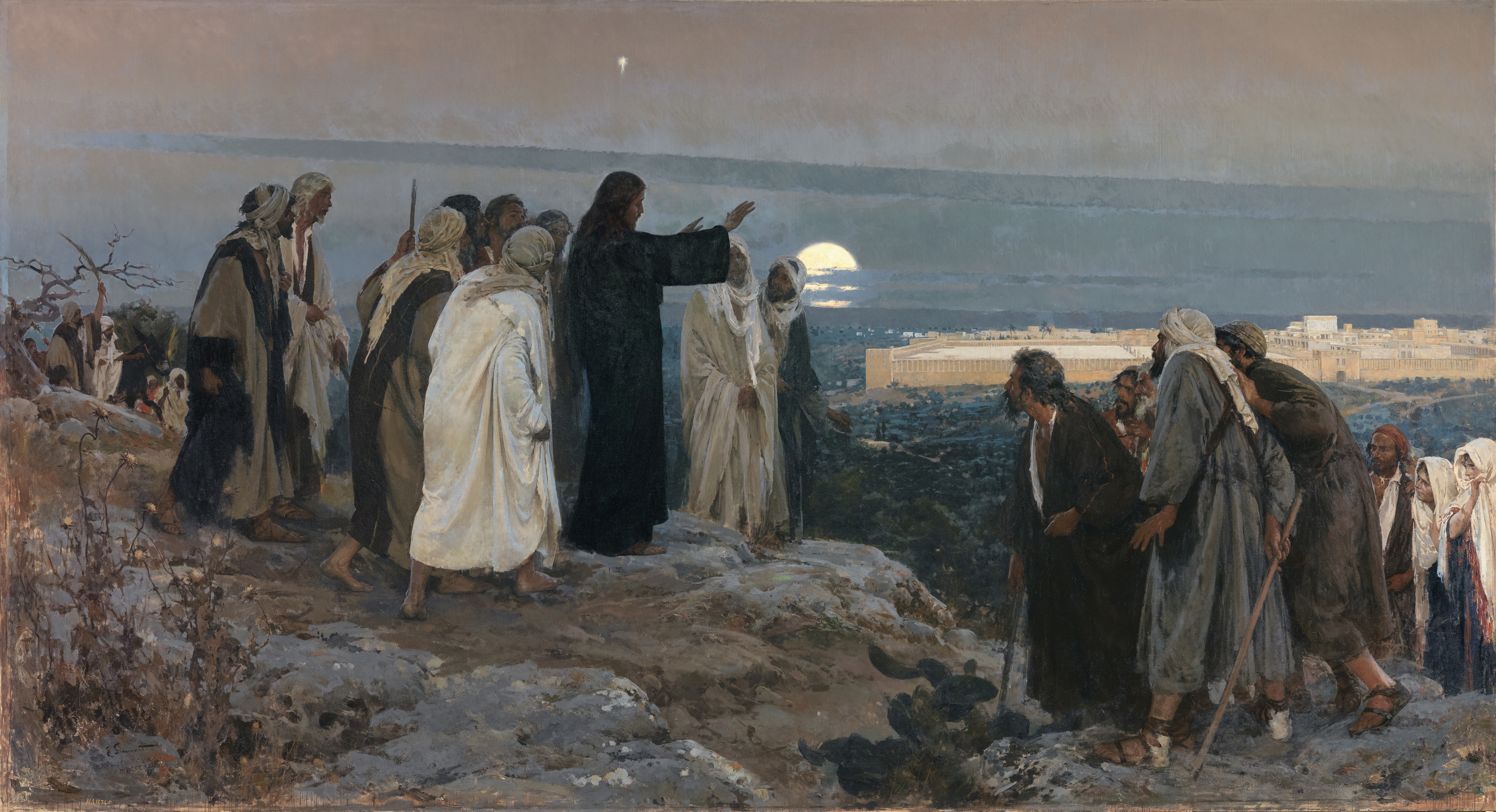
Flevit super illam (Pianse su di essa), di Enrique Simonet, 1892.

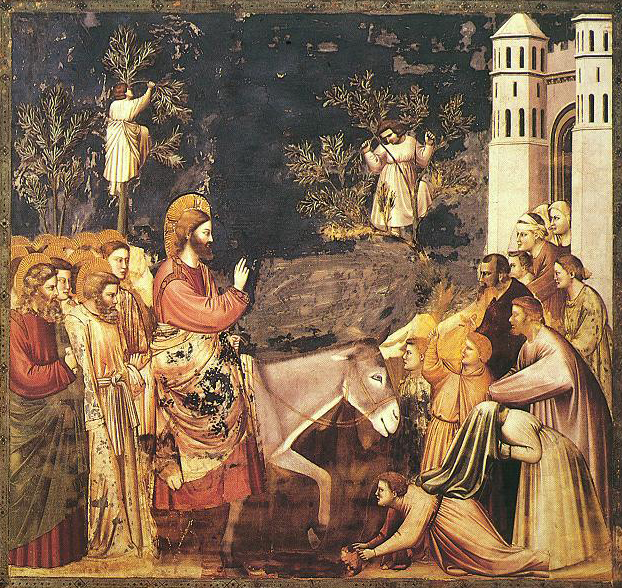
Ingresso trionfale di Gesù a Gerusalemme, di Giotto, XIV secolo.

Il Ministero finale a Gerusalemme è a volte chiamato la Settimana di Passione e inizia con l'entrata trionfale di Gesù a Gerusalemme, nei primi giorni della settimana che include l'Ultima Cena, e segna il principio della sua Passione. I vangeli prestano particolare attenzione al resoconto dell'ultima settimana della vita di Gesù a Gerusalemme, e la narrativa prende circa un terzo del testo dei quattro vangeli, dimostrando il suo fondamentale significato teologico nel pensiero cristiano della Prima Chiesa.
Prima di arrivare a Gerusalemme, in Giovanni 12.9-11, dopo la Resurrezione di Lazzaro, la gente si raccoglie intorno a Gesù e crede in lui, e il giorno dopo le moltitudini che si erano radunate a Gerusalemme per la festa, accolgono Gesù giubilanti, mentre egli scende dal Monte degli Ulivi verso la città in Matteo 21.1-11, Marco 11.1-11, Luca 19.28-44 e Giovanni 12.12-19. In Luca 19.41-44, mentre si avvicina a Gerusalemme, Gesù guarda la città e piange su di essa, preannunciando la sofferenza che l'attende:

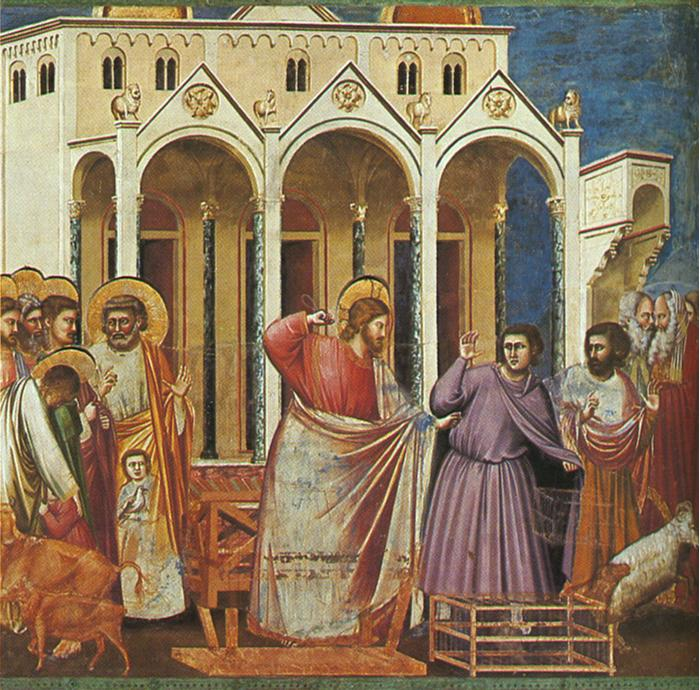
Purificazione del Tempio di Giotto, XIV secolo.

Nei tre Vangeli Sinottici, l'ingresso a Gerusalemme viene seguito dal gesto simbolico della maledizione del fico e dalla Purificazione del Tempio, dove Gesù caccia i mercanti dal Tempio, accusandoli di aver trasformato il Tempio in un covo di ladri a causa delle loro attività commerciali. Questo è il solo episodio dei vangeli in cui Gesù usa forza fisica. I Sinottici comprendono un numero ben noto di parabole e sermoni, come quelle dei Due spiccioli della vedova povera (Marco 12.41-44, Luca 21.1-4) e della Profezia della Seconda Venuta (Matteo 24.1-31, Marco 13.1-27 e Luca 21.5-36), durante la settimana successiva.
In quella settimana, i Sinottici narrano anche dei conflitti tra Gesù e i sacerdoti del Tempio e gli anziani degli ebrei, in episodi come quello dove gli si chiede l'origine della sua Autorità e quello contro i Farisei, dove Gesù critica la loro ipocrisia. I sacerdoti, gli scribi e gli anziani del popolo cospirano contro Gesù per cercare il modo di arrestarlo. Giuda Iscariota, uno dei Dodici Apostoli, incontra gli anziani ebrei e fa un "patto" con loro, dove accetta di tradire Gesù e consegnarglielo. Matteo specifica il prezzo di tale tradimento in trenta monete d'argento.
In Matteo 24, Marco 13 e Luca 21, Gesù enuncia un Discorso escatologico che viene chiamato anche Discorso olivetano perché fu pronunciato sul Monte degli Olivi. Il discorso si centra principalmente sul giudizio e sul comportamento atteso dai seguaci di Gesù, e la necessità di vigilanza da parte dei seguaci in vista del Giudizio finale. Il discorso viene generalmente considerato come riferentesi sia alla prossima distruzione del Tempio di Gerusalemme, sia alla Fine dei tempi e alla Seconda Venuta di Cristo, ma le molte opinioni accademiche su quali versi si riferiscono a quale evento restano in disaccordo.
Un episodio fondamentale della parte finale del ministero di Gesù è rappresentato dall'Ultima Cena, che include l'Istituzione dell'Eucaristia. In Matteo 26.26-29, Marco 14.22-25, Luca 22.19-20 durante l'ultima cena, Gesù prende il pane, lo spezza e lo dà ai discepoli, dicendo: "Questo è il mio corpo che è dato per voi". In 1 Corinzi 11.23-26 (che pare sia stato scritto prima dei Vangeli), l'Apostolo Paolo vi fa riferimento. Giovanni 14.1-17 conclude l'Ultima Cena con un sermone lungo tre capitoli, noto come il Discorso di commiato che prepara i discepoli all'Ascensione di Gesù e alla Pentecoste, con la promessa dell'invio del Paraclito.

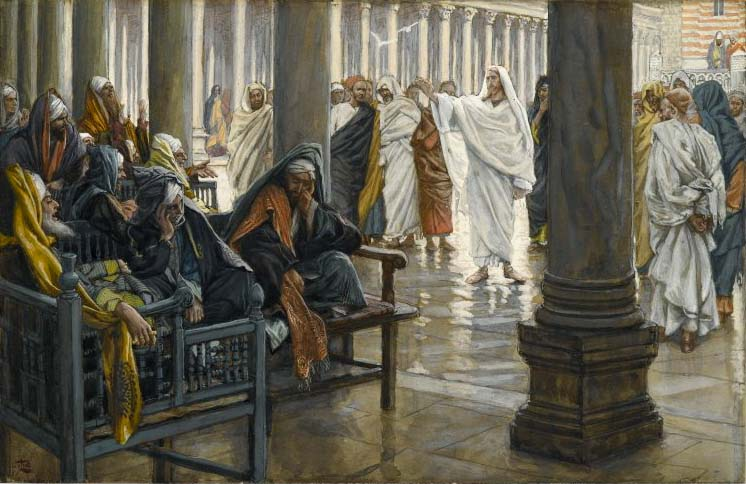
Guai a voi, farisei
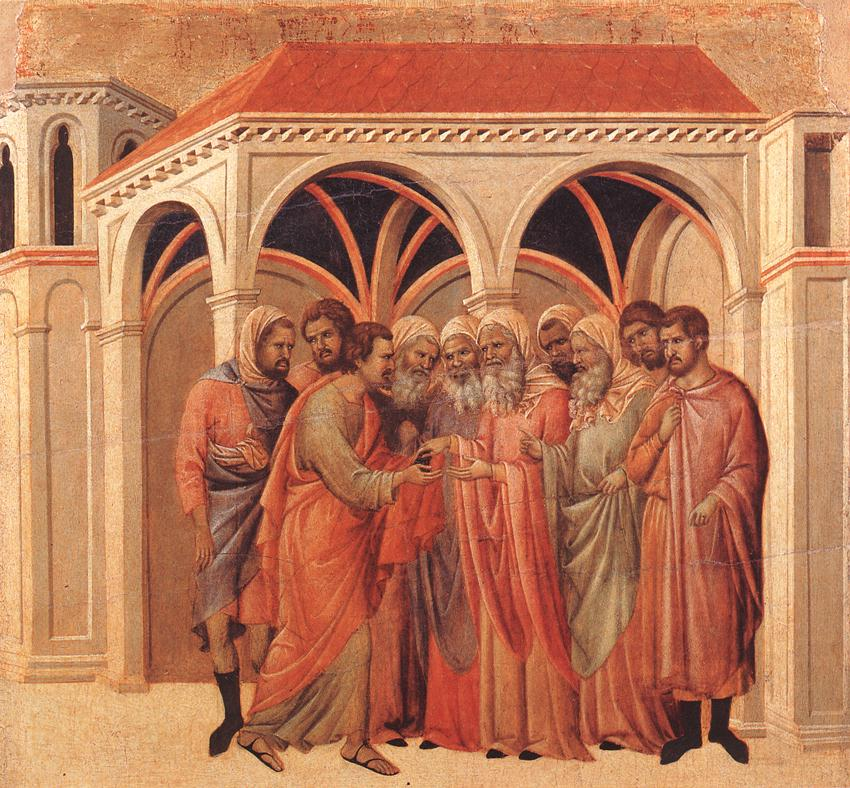
Il Patto di Giuda
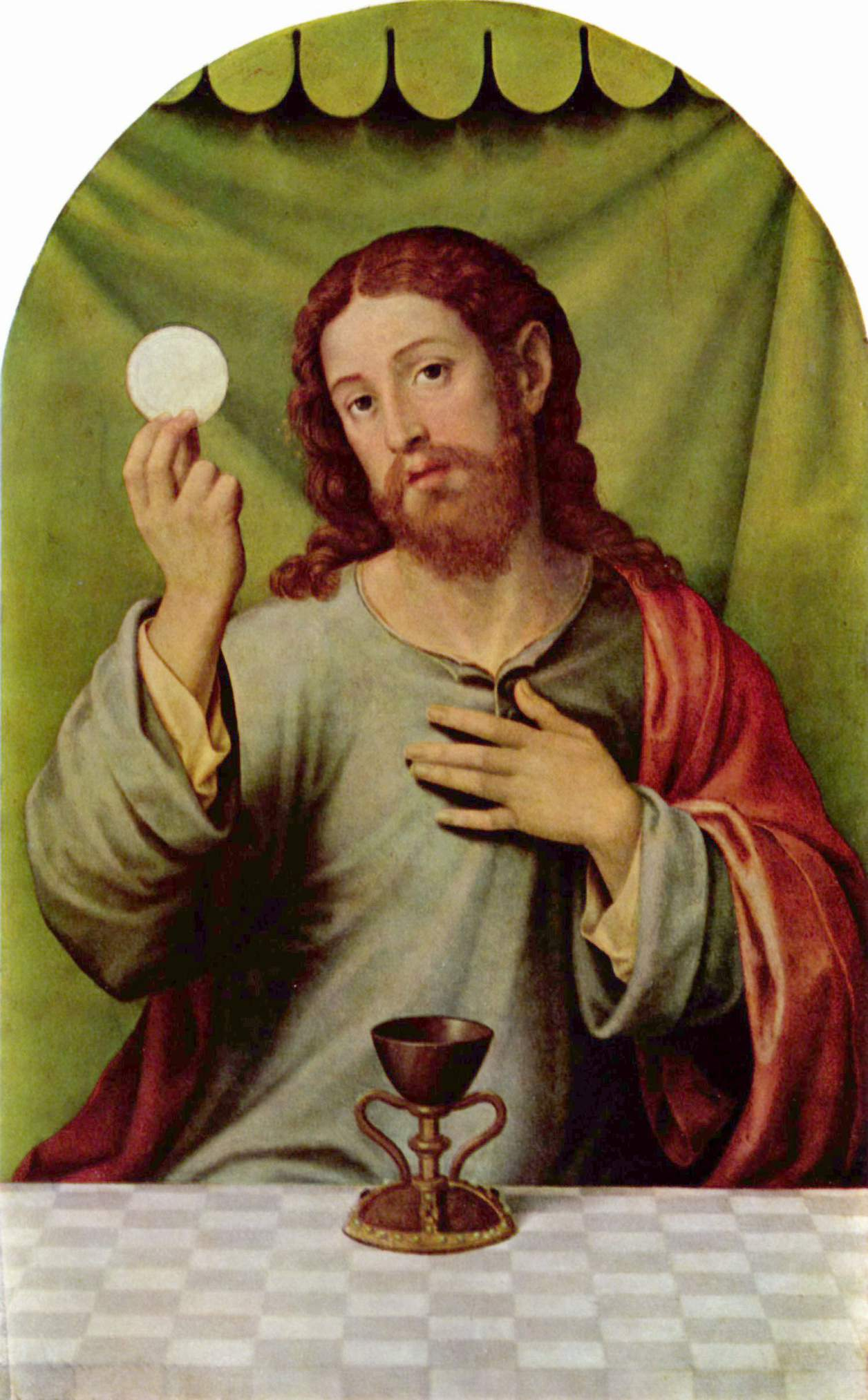
Ultima Cena & Eucaristia
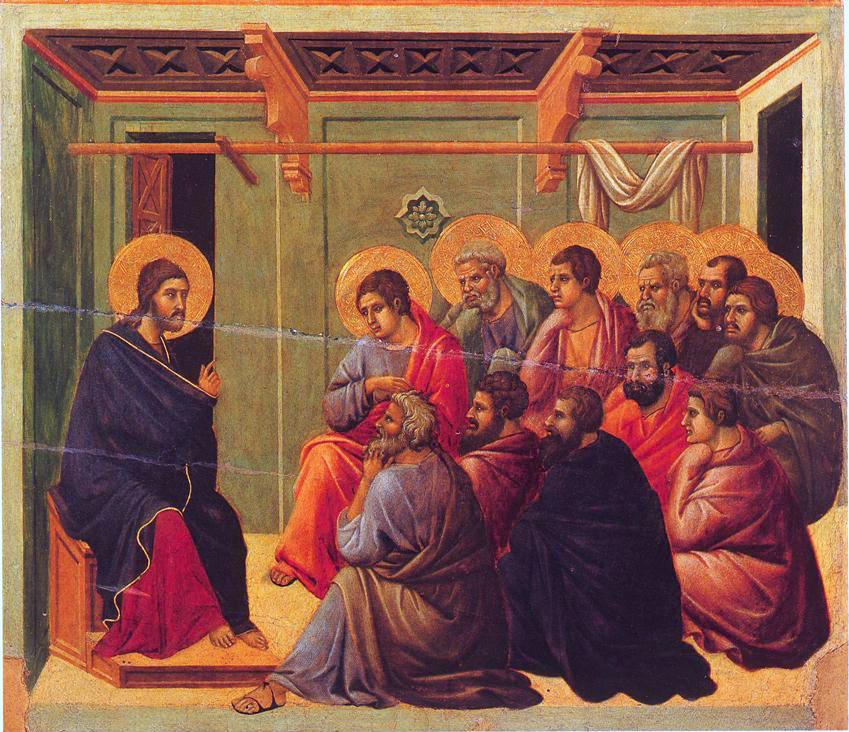
Discorsi di commiato

## Sinossi degli eventi del ministero di Gesù
Per le parabole e i miracoli si rimanda alle rispettive voci.
| Evento                                      | Vangelo secondo Matteo | Vangelo secondo Marco | Vangelo secondo Luca | Vangelo secondo Giovanni | Altre fonti        |
| Battesimo di Gesù                           | 3,13-17                | 1,9-11                | 3,21-22              |                          |                    |
| Tentazioni di Gesù                          | 4,1-11                 | 1,12-13               | 4,1-13               |                          |                    |
| Ritorno di Gesù in Galilea                  | 4,12-16                | 1,14                  | 4,14-15              | 4,1-3                    |                    |
| Annuncio del Regno dei Cieli                | 4,17                   | 1,15                  |                      |                          |                    |
| Rifiuto di Gesù a Nazaret                   | 13,54-58               | 6,1-6                 | 4,16-30              |                          |                    |
| Chiamata dei primi discepoli                | 4,18-22                | 1,16-20               | 5,1-11               | 1,35-51                  |                    |
| Discorso delle beatitudini                  | 5,1-12                 |                       | 6,17-26              |                          | Vangelo di Tommaso |
| Discorso sulla Legge                        | 5,17-42                |                       |                      |                          |                    |
| Invito ad amare i nemici                    | 5,43-48                |                       | 6,27-35              |                          |                    |
| Discorso sull'ostentazione                  | 6,1-6 e 6,16-18        |                       |                      |                          |                    |
| Insegnamento del Padre nostro               | 6,9-13                 |                       | 11,2-4               |                          |                    |
| Dio e Mammona                               | 6,24                   |                       | 16,9-13              |                          |                    |
| Invito a fidarsi della Provvidenza          | 6,25-34                |                       | 12,22-34             |                          |                    |
| Invito a non giudicare gli altri            | 7,1-5                  | 4,24-25               | 6,37-42              |                          |                    |
| La regola d'oro                             | 7,12                   |                       | 6,31                 |                          |                    |
| La via della salvezza                       | 7,13-14                |                       | 13,23-30             |                          |                    |
| L'albero e i frutti                         | 7,16-20                |                       | 6,43-45              |                          |                    |
| Chiamata di Matteo                          | 9,9                    | 2,13-14               | 5,27-28              |                          |                    |
| Gesù venuto per i peccatori                 | 9,11-13                | 2,15-17               | 5,30-32              |                          |                    |
| Domanda sul digiuno                         | 9,14-17                | 2,18-22               | 5,33-39              |                          |                    |
| Scelta dei dodici apostoli                  | 10,1-4                 | 3,13-19               | 6,12-16              |                          |                    |
| Scelta e missione dei settanta discepoli    |                        |                       | 10,1-12              |                          |                    |
| Missione dei dodici apostoli                | 10,5-15                | 6,7-13                | 9,1-6                |                          |                    |
| Discorso sulla missione                     | 10,16-39               |                       | 12,4-12              |                          |                    |
| Gesù, il fariseo e la peccatrice            |                        |                       | 7,36-50              |                          |                    |
| Incontro di Gesù con Marta e Maria          |                        |                       | 10,38-42             |                          |                    |
| Incontro con Nicodemo                       |                        |                       |                      | 3,1-21                   |                    |
| Incontro con la samaritana                  |                        |                       |                      | 4,4-26                   |                    |
| Messaggeri da Giovanni Battista             | 11,2-6                 |                       | 7,18-23              |                          |                    |
| Elogio di Giovanni Battista                 | 11,7-15                |                       | 7,24-28              |                          |                    |
| Gesù signore del sabato                     | 12,1-8                 | 2,23-28               | 6,1-5                |                          |                    |
| Controversia su Belzebù                     | 12,22-28               | 3,22-30               | 11,14-20             |                          |                    |
| Il peccato contro lo Spirito Santo          | 12,30-32               | 3,28-29               | 12,8-15              |                          |                    |
| I veri parenti di Gesù                      | 12,46-50               | 3,31-35               | 12,8-10              |                          |                    |
| Discorso sulla contaminazione               | 15,1-20                | 7,1-13                |                      |                          |                    |
| I farisei chiedono un segno a Gesù          | 16,1-4                 | 8,11-13               | 11,29-30             |                          |                    |
| Confessione di Pietro                       | 16,13-20               | 8,27-30               | 9,18-21              |                          |                    |
| Gesù predice la sua morte                   | 16,21-28               | 8,31-33               | 9,22                 |                          |                    |
| Il prezzo del discepolato                   | 10,37-39               | 8,34-38               | 9,23-26              |                          |                    |
| Rifiuto di Gesù in Samaria                  |                        |                       | 9,51-56              |                          |                    |
| Invito all'umiltà                           | 18,1-5                 | 9,33-37               | 9,46-48              |                          |                    |
| Invito a non essere settari                 |                        | 9,38-40               | 9,49-50              |                          |                    |
| Invito a non causare scandali               | 18,6-10                | 9,42-49               | 17,1-2               |                          |                    |
| Necessità del perdono                       | 18,21-22               | 11,25-26              | 17,3-4               |                          |                    |
| Insegnamento sul divorzio                   | 19,1-9                 | 10,1-12               | 16,18-19             |                          |                    |
| Il celibato                                 | 19,10-12               |                       |                      |                          |                    |
| Gesù benedice i bambini                     | 19,13-15               | 10,13-16              | 18,15-17             |                          |                    |
| Pericope dell'adultera                      |                        |                       |                      | 8,2-11                   |                    |
| Discorso sul pane di vita                   |                        |                       |                      | 6,22-59                  |                    |
| Abbandono di molti discepoli                |                        |                       |                      | 6,60-66                  |                    |
| Incontro con il giovane ricco               | 19,16-30               | 10,17-31              | 18,18-30             |                          |                    |
| Conversione di Zaccheo                      |                        |                       | 19,2-28              |                          |                    |
| Gesù venuto per servire                     | 20,20-28               | 10,35-45              | 22,24-27             |                          |                    |
| Ingresso a Gerusalemme                      | 21,1-11                | 11,1-11               | 19,28-44             | 12,12-19                 |                    |
| Purificazione del Tempio                    | 21,12-19               | 11,7-19               | 19,45-48             | 2,12-25                  |                    |
| Contestazione dell'autorità di Gesù         | 21,23-27               | 11,27-33              | 20,1-8               |                          |                    |
| Il tributo all'imperatore romano            | 22,15-22               | 12,13-17              | 20,20-26             |                          |                    |
| Dibattito con i sadducei sulla risurrezione | 22,23-33               | 12,18-27              | 20,27-40             |                          |                    |
| Comandamento dell'amore                     | 22,37-40               | 12,28-34              | 10,25-28             |                          |                    |
| Il Messia e il re Davide                    | 22,41-46               | 12,35-37              | 10,41-44             |                          |                    |
| Critiche di Gesù agli scribi e ai farisei   | 23,1-39                | 12,38-40              | 20,45-47             |                          |                    |
| L'offerta della vedova                      |                        | 12,41-44              | 21,1-4               |                          |                    |
| Discorso escatologico                       | 24,1-31                | 13,1-27               | 21,5-36              |                          |                    |
| Opere di misericordia                       | 25,35-45               |                       |                      |                          |                    |
| Congiura contro Gesù                        | 26,1-5                 | 14,1-2                | 22,1-2               | 11,45-56                 |                    |
| Unzione di Gesù a Betania                   | 26,6-13                | 14,3-9                |                      | 12,2-8                   |                    |
| Tradimento di Giuda                         | 26,14-16               | 14,10-11              | 22,1-6               |                          |                    |
| Ultima Cena                                 | 26,20-30               | 14,17-26              | 22,14-39             | 13,1-20                  |                    |
| Gesù predice il suo tradimento              | 26,24-25               | 14,18-21              | 22,21-23             | 13,21-30                 |                    |
| Promessa del Paraclito                      |                        |                       |                      | 16,5-15                  |                    |
| Commiato di Gesù                            |                        |                       |                      | 16,16-33                 |                    |
| Arresto di Gesù                             | 26,45-56               | 14,43-52              | 22,47-53             | 18,1-11                  |                    |